# Wspólnota administracyjna Gundelfingen
Wspólnota administracyjna Gundelfingen – wspólnota administracyjna (niem. Vereinbarte Verwaltungsgemeinschaft) w Niemczech, w kraju związkowym Badenia-Wirtembergia, w rejencji Fryburg, w regionie Südlicher Oberrhein, w powiecie Breisgau-Hochschwarzwald. Siedziba wspólnoty znajduje się w miejscowości Gundelfingen, przewodniczącym jej jest Reinhard Bentler.
Wspólnota administracyjna zrzesza dwie gminy wiejskie:
- Gundelfingen, 11 640 mieszkańców, 14,28 km²
- Heuweiler, 1 067 mieszkańców, 4,03 km²